# Lantz
Lantz (oficialment, en castellà Lanz) és un municipi de Navarra, a la comarca d'Ultzamaldea, dins la merindad de Pamplona.

## Demografia
| Evolució demogràfica                             | Evolució demogràfica | Evolució demogràfica | Evolució demogràfica | Evolució demogràfica | Evolució demogràfica | Evolució demogràfica | Evolució demogràfica | Evolució demogràfica | Evolució demogràfica | Evolució demogràfica |
| 1996                                             | 1998                 | 1999                 | 2000                 | 2001                 | 2002                 | 2003                 | 2004                 | 2005                 | 2006                 | 2007                 |
| ------------------------------------------------ | -------------------- | -------------------- | -------------------- | -------------------- | -------------------- | -------------------- | -------------------- | -------------------- | -------------------- | -------------------- |
| 122                                              | 119                  | 120                  | 123                  | 118                  | 120                  | 121                  | 124                  | 119                  | 115                  | 117                  |
| Fonts: Lantz i Institut d'Estadística de Navarra |                      |                      |                      |                      |                      |                      |                      |                      |                      |                      |